# Ievgueni Ievtuixenko
Ievgueni Aleksàndrovitx Ievtuixenko (rus: Евгений Александрович Евтушенко) (Zimà, 18 de juliol de 1932 - Tulsa, 1 d'abril de 2017) fou un escriptor, guionista, actor i director de cinema rus.

## Biografia
Va estudiar a l'institut literari a Moscou entre el 1951 i 1954, en fou expulsat per donar suport a la novel·la de Vladímir Dudíntsev No només de pa viu l'home. Els primers versos de Ievtuixenko foren publicats el 1949, i entrà a la Unió d'Escriptors Soviètics el 1952.
Ievtuixenko es feu molt popular amb la joventut soviètica dels seixanta gràcies a la seva valentia cívica, i des dels setanta viatjà arreu del món. Juntament amb Andrei Voznessenski, Róbert Rojdéstvenski i Bel·la Akhmadúlina fou un ídol de la generació dels seixanta. Moltes cites de les seves obres es varen transformar en frases proverbials, com per exemple Un poeta a Rússia és més que un poeta.
El 1989 Ievtuixenko arribà a ser diputat al Soviet Suprem de l'URSS. El 1991 arribà a la Universitat de Tulsa, Oklahoma, amb la seva família, i els últims anys de la seva vida va viure entre els Estats Units i Rússia. Als EUA va compondre i publicar una obra fonamental en anglès -antologia de poesia russa Les estrofes del segle el 1993.
Es casà en quatre ocasions, amb la poeta Bel·la Akhmadúlina el 1954, amb Galina Sokol-Lukonina el 1961, amb la irlandesa Joan Butler el 1978 i amb Maria Nòvikova el 1987. Té cinc fills.
Ievtuixenko fou membre honorari de l'Acadèmia Reial de Belles Arts de Sant Telmo i de l'Acadèmia Estatunidenca de les Arts i les Lletres, membre de l'Acadèmia Europea de les Ciències i les Arts i professor de les universitats de Pittsburgh i Santo Domingo.
Les seves obres han estat traduïdes a 70 llengües arreu del món, entre elles al català.

## Obra poètica
Va començar a escriure versos durant el "desglaç". Com a representant de la suposada poesia dels estadis, buscà la vida i la poesia que anomenen la consciència, delicadesa, fermesa de l'ànima, energia i la veritat de la vida. La seva poesia fou social, dirigida principalment als joves dels anys seixanta, que anhelaven canvis. Ievtuixenko volia reunir en la poesia russa el vigor poètic de Vladímir Maiakovski i la tendresa de Borís Pasternak.
| - «Станция Зима" (1953-1956) - Estació de Zima - "Бабий Яр" (1961) - Baby Yar - "Братская ГЭС" (1965)- Сentral hidroelèctrica de Bratsk - "Пушкинский перевал" (1965) - El port de Puixkin - "Коррида" (1967) - Corrida - "Под кожей статуи Свободы" (1968) - Sota la pell de l'estàtua de la Llibertat - "Казанский университет" (1970) - La universitat de Kazan - "Снег в Токио" (1974) - Neu a Tòquio - "Ивановские ситцы" (1976)- Els problemes d'Ivànov - "Северная надбавка" (1977) - La cosina per als del nord - "Голубь в Сантьяго" (1978) - El colom a Santiago (de Xile) - "Непрядва" (1980) - Nepriadva (Batalla de Kulikovo) - "Мама и нейтронная бомба" (1982) - Mamà i la bomba de neutrons - "Дальняя родственница" (1984) - Familiar llunyana - "Фуку!" (1985)- Fukú! - "Тринадцать" (1996) - Trtzce - "В полный рост" (1969-2000) - Recte - "Просека" (1975-2000) - Entretreu - "Ягодные места" (1982) - Sibèrie, terra de baies - "Не умирай прежде смерти" (1993) - No moris abans de morir - "Пирл-Харбор" ("Мы стараемся сильнее")(1967) - Pearl Harbor - "Ардабиола" (1981) - Ardabiola | - "Третий снег" (1955) - La tercera neu - "Шоссе Энтузиастов" (1956) - La carretera d'entusiastes - "Обещание" (1957) - Promesa - "Разведчики грядущего" (1952) - Els pioners de l'esdevenidor - "Взмах руки" (1962) - El braceig - "Нежность" (1962) - Tendresa - "Катер связи" (1966) - Barca d'enllaç - "Идут белые снеги" (1969) - Neva - "Интимная лирика" (1973) - Lírica íntima - "Утренний народ" (1978) - La gent a l'alba - "Отцовский слух" (1978) - Oïda del pare - "Последняя попытка" (1990) - Última prova - "Моя эмиграция" (1991) - La meva emigració - "Белорусская кровинка" (1991) - Sang belarussa - "Нет лет" (1993) - No hi ha estius - "Золотая загадка моя" (1994) - La meva endevinalla d'or - "Поздние слёзы" (1995) - Llàgrimes tardanes - "Моё самое-самое" (1995) - El meu milor - "Бог бывает всеми нами..." (1996) - Déu sol ser nosaltres - "Медленная любовь" (1997) - Amor lent - "Невыливашка" (1997) - El tinter que no vessa - "Краденые яблоки" (1999) - Pomes robades - "Между Лубянкой и Политехническим" (2000) - Entre Lubianka i el Politècnic - "Я прорвусь в двадцать первый век..." (2001) - Jo m'obriré pas al segle XXI |

### Llibres d'assajos
- Autobiografia, París, 1963
- «Талант есть чудо неслучайное» (1980) - El talent és una meravella no casual
- «Волчий паспорт» (1998) - Сertificat personal de recusació (memòries)

## Traduccions al català
- Güell, Josep Maria. Quasi al final (en català/rus). 1a edició.  Edicions 62, 1995, p. 136 (pròleg de Joan Margarit) (Els llibres de l'Escorpí, Poesia Universal del segle xx). ISBN 84-297-3994-7.